# Осигуравајућа друштва у Србији
Према Закону о осигурању, организационе форме за обављање делатности осигурања и пружања услуга у осигурању су: акционарско друштво за осигурање, друштво за узајамно осигурање, друштво за посредовање и заступање у осигурању и агенција за послове пружања других услуга у осигурању. Друштва за осигурање могу обављати само оне послове осигурања за које су добила дозволу Народне банке Србије. Друштво за осигурање дужно је да обезбеђује ликвидност и да благовремено исплаћује штете и друге обавезе друштва. Ради обезбеђивања трајног извршавања обавеза, друштво мора имати гарантну резерву коју чине: 
1. основни капитал
2. резерве из добити и резерве утврђене актима друштва
3. нераспоређена добит из претходних година до 50%
4. део нераспоређене добити из текуће године до 50%
5. ревалоризационе резерве

Друштво за осигурање је дужно да обезбеди интерну ревизију, која је самостална и независна у обављању својих послова. Ова ревизија за свој рад одговара непосредно надзорном одбору друштва. Интерна ревизија друштва за осигурање спроводи сталну контролу свих активности из пословања друштва.
Надзор над обављањем делатности друштва за осигурање врши Народна банка Србије, првенствено у циљу заштите интереса осигураника и других корисника осигурања. Подаци о пословању друштава за осигурање могу се прегледати на сајту Народне банке Србије у делу о Надзору осигурања. Ту се такође могу наћи информације о учесницима на тржишту осигурања, о обављању делатности осигурања, извештаји о пословима надзора над обављањем делатности осигурања. Поред овога, могуће је и електронско достављање података.

## Акционарско друштво за осигурање
Акционарско друштво за осигурање оснивају најмање два правна односно физичка лица. Ово друштво могу основати и страна и правна физичка лица. Основни капитал акционарског друштва за осигурање чине улози оснивача, односно почетни фонд сигурности и друга средства. почетни фонд сигурности може бити само у новцу, док друга средства могу бити покретне и непокретне ствари, новчана средства која нису у почетном фонду сигурности, хартије од вредности и друга права. акционарско друштво за осигурање је дужно да у сваком моменту поседује минималан прописани новчани капитал. Акције овог друштва могу гласити само на име. Ово друштво се оснива по систему дозволе коју даје Народна банка Србије. Органи друштва су: скупштина, управа и надзорни одбор. Сагласност на избор за члана управе даје Народна банка Србије, у противном, избор је ништаван. Функције ових органа идентичне су функцијама истих органа привредног друштва организованог као акционарско друштво, уз специфичности везане за природу делатности ових друштава и контролна овлашћења Народне банке Србије. Пословање акционарског друштва за осигурање регулисано је члановима 26.-59. Закона о осигурању.

## Друштво за узајамно осигурање
Друштво за узајамно осигурање је правно лице које обавља делатност осигурања у интересу својих чланова, по принципу узајамности и солидарности. Ово друштво могу основати и правна и физичка лица. Основни капитал овог друштва чине улози оснивача, односно, почетни фонд сигурности и друга средства. Почетни фонд сигурности може бити само у новцу, док друга средства могу бити покретне и непокретне ствари, новчана средства која нису у почетном фонду сигурности, хартије од вредности и друга права. Друштво за узајамно осигурање се оснива по истом поступку као и акционарско друштво за осигурање. Органи друштва су : скупштина, управни одбор, директор и надзорни одбор. Друштво за узајамно осигурање може бити основано као друштво са неограниченим доприносом, када може од сваког члана захтевати уплату додатног доприноса потребног за измирење непокривених штета и осталих расхода, без ограничења, или може бити основано као друштво са ограниченим доприносом, када се може од сваког члана захтевати уплата додатног доприноса који није већи од његовог претходно уплаћеног доприноса. Пословање овог друштва регулисано је члановима 60—71. Закона о осигурању.

## Друштва за посредовање и заступање у осигурању
Послове посредовања у осигурању, као једину делатност, обавља друштво за посредовање у осигурању које је добило дозволу Народне банке Србије за те послове. Пословно име друштва за посредовање у осигурању мора садржати ознаку делатности. Ово друштво се може основати у форми акционарског друштва или у форми друштва са ограниченом одговорношћу. Послове заступања у осигурању обавља предузетник - физичко лице или друштво за послове заступања у осигурању, по добијању дозволе за обављање ових послова од Народне банке Србије. у трећем делу Закона о осигурању, чланови 73—99, регулисано је пословање друштава за посредовање и заступање у осигурању. Примери посредовања и заступања у осигурању у Србији су Банка Интеза Београд, захваљујући сарадњи са Делта ђенерали осигурањем, затим Кредит Агрикол банка и други.

## Агенција за послове пружања других услуга у осигурању
Агенција за послове пружања других услуга у осигурању јесте правно лице које обавља послове пружања других услуга у осигурању ради стицања добити. Агенција се оснива као акционарско друштво или друштво са ограниченом одговорношћу. Ако се агенција оснива као акционарско друштво, новчани део основног капитала не може бити мањи од 25.000 евра у динарској противвредности по средњем курсу Народне банке Србије на дан уплате. Ако се агенција оснива као друштво с ограниченом одговорношћу, новчани део основног капитала не може бити мањи од 12.500 евра у динарској противвредности по средњем курсу Народне банке Србије на дан уплате. Агенција може обављати послове осигурања, посредовања и заступања у осигурању. Оснива се по истом систему као и друштво за посредовање у осигурању. Агенција за пружање других услуга у осигурању је правно лице које обавља послове утврђивања и процене ризика и штета, посредовања ради продаје и продају остатака осигураних оштећених ствари и послове пружања других интелектуалних и техничких услуга у вези са пословима осигурања. У четвртом делу Закона о осигурању, чланови 100.-105., регулисано је пословање ових агенција.